# Still Corners
Still Corners ist eine im Jahr 2007 gegründete amerikanisch-britische Dream-Pop-Band, bestehend aus dem Multiinstrumentalisten, Songschreiber und Produzenten Greg Hughes und der Sängerin und Keyboarderin Tessa Murray. Seit dem Jahr 2013 ist der Schlagzeuger Jack Gooderham regelmäßig mit dabei.

## Geschichte
Tessa Murray stammt aus England, wohingegen Greg Hughes in Arizona geboren wurde und in Texas aufwuchs; er kam nach England, um eine Karriere als Musiker zu verfolgen. Die beiden trafen sich durch Zufall in London. Kaum ein Jahr später erschien ihre erste EP-Eigenproduktion Remember Pepper. Weitere Veröffentlichungen erfolgten ab dem Jahr 2010 bei verschiedenen Independent-Labels; Zuletzt erschien im Jahr 2024 das Studio-Album Dream Talk. 
In mehreren US-amerikanischen und britischen Fernsehserien wurden Songtitel der Band verwendet.

## Diskografie

### Studio-Alben
- 2011: Creatures of an Hour (Sub Pop)
- 2013: Strange Pleasures (Sub Pop)
- 2016: Dead Blue (Wrecking Light)
- 2018: Slow Air (Wrecking Light)
- 2021: The Last Exit (Wrecking Light)
- 2024: Dream Talk (Wrecking Light)

### Singles und EPs
Mehrere Singles und EPs der Band erschienen im Eigenverlag oder auf dem US-amerikanischen Label Sub Pop (bis 2013); danach arbeitete sie nur noch mit dem bandeigenen Wrecking-Light-Label zusammen. 